# Пламтяща готика
Пламтящата готика (на френски: Gotique flamboyant) е название, дадено на витиеватия стил на късната готическа архитектура, популярна във Франция, Испания и Португалия през 15 век.
В Англия модата на пламтящата готика се появява и си отива през втората половина на 14 век, а през 15 век преобладава предимно готическия перпендикулярен стил. В Германия по същото време властва специална готика (на немски: Sondergotik).
Този стил възниква от френската лъчиста готика и е характерен с още по-голямо внимание към декоративните елементи на украсата.

## Термин
Името на пламтящата готика идва от подобните на пламъци мотиви, орнаменти и силно удължени фронтони. Отворите за прозорци често имат сложна праволинейна форма, напомняща пламък на свещ. Стилът мануелин в Португалия и късноготическият стил „исабелино“ в Испания в края на 15 век и началото на 16 век стават все по-екстравагантни продължения на този архитектурен стил.

## Поява
Появява се особено през 15 и началото на 16 век във Франция и Испания. Крупните строителни работи са преустановени във връзка с разпространението на „черната смърт“ – страшна епидемия от чума, която обхваща Западна Европа в средата на 14 век. Готическата естетика се отличава с религиозна насоченост и повишена духовност. Епидемията от „черната смърт“, напротив, привнася хаос и в религиозния, и в социалния живот. Изплашените духовни пастири могат да предложат само молитви и покаяния за греховете. Сред градовете, най-много пострадали от епидемията, е папската столица Авиньон.
След отстъпването на болестта в Европа настъпва периодът на късната или пламтяща готика – съответстваща на маниеризма. Наименованието „пламтяща готика“ произхожда от приличащите на езици от пламък орнаменти и силното удължаване на фронтоните и върховете на арките. Тя довнася повече детайли към удължените пропорции като увеличава декоративните детайли и ги украсява. Използват се характерни за стила полихромни фигури на светци.

## Образци

### Руанска катедрала
Западната фасада на Катедрала „Нотър Дам дьо Руан“ има плътна ярка декорация, както и пищна украса на части от дясната кула (15 век) и централната фенерна кула (13 – 16 век).

### Църква „Сент Маклу“
Църквата „Сент Маклу“ в Руан (1500 – 1514) е недалеч от Катедралата в Руан и се счита за един от най-добрите примери за пламтящия стил във Франция. 

### Кула на църквата „Сент Жак“ (Париж)
Кулата на църквата „Сен Жак“ е в близост до Лувъра в центъра на Париж и е обявена за паметник на пламтящата готика. Тя е всичко, което е останало от бившата църква „Сен Жак“, разположена в центъра на стария централен пазар на продукти. Построена е от богатата гилдия на касапите. 
- Руанска катедрала:, централна кула (13 – 16 век) и дясна кула (15 век)
- Детайл от западната фасада на Руанската катедрала (13 – 16 век)
- Църква „Сен Маклу“, Руан (1500 – 1514)
- Кула „Сент Жак“, Париж (16 век)

### Катедрала в Мулен
Муленската катедрала или Катедралата „Благовещение на Света Дева“, съществуваща в наше време, е построена в стил „пламтяща готика“ Нейният основополагащ камък е положен през 1468 г. от Агнес Бургундска – 61-годишната вдовица на херцог Шарл I дьо Бурбон. Строителните работи са завършени през 1540 г.

### Шартърска катедрала
Шпилът на северната кула на Катедралата „Нотър Дам дьо Шартър“ е в стил „пламтяща готика“.
- акценти от други френски провинции
- Сляпа арка и декоративни плетеници в трансепта на Санслиската катедрала от 16 век
- Църква „Свети Стефан“, интериор, Бове
- Нотър Дам дьо л'Епин, западна фасада
- Катедралата в Еврьо, северна фасада
- Църква „Сен Северин“, Париж, колона
- Нотър Дам дез Артс, деп. Йор
- Църква „Сент Мало“, Руан, западна фасада
- „Сент Уен“, Руан, неф
- Абатство „Св. Троица“, Вандом, западна фасада

## Готически стил извън Франция

### Бургоска катедрала
Бургоската катедрала (Испания) е построена за първи път между 1221 и 1257 г. във френски стил „лъчиста готика“ с типичната си триетажна кота, сводове и ажури, и с изобилие от богата скулптура, особено около порталите. Започвайки от средата на 15 век, тя до голяма степен е реконструирана и ремонтирана в стил „пламтяща готика“ с нов хор с купол-свод със звезди, средокръстна кула и нови портали и хорове. Новата работа е завършена едва през 1567 г. Бургоската работилница продължава да обучава испански скулптори и занаятчии.
- Порталът на апостолите, Катедрала в Бургос (13 век)
- Кулите и факадата на Бургоската катедрала в стил „пламтяща готика“ (13 – 16 век)
- Звезда на купола на Бургоска катедрала (15 – 16 век)
- Златната пътека на северния трансепт на Бургоската катедрала (1519)

### Белгия
Вариации на пламтяща готика, повлияни от Франция, но със свои собствени характеристики, започват да се появяват в други части на Континентална Европа.  Пламтящата готика има особено силно влияние в Белгия, която тогава е част от Испанска Нидерландия и също е част от католическата епархия с център Кьолн. Изключително високите кули са черта на брабантския стил. През 15 век белгийските архитекти създават забележителни примери за религиозна и светска пламтяща архитектура, една от които е кулата на катедралата „Свети Румболд“ в Мехелен (1452 – 1520), която е построена както като камбанария, така и като наблюдателна кула за отбраната на града. Кулата е висока 167 м (548 фута) и е проектирана да има кула с височина 77 м (253 фута), от които само 7 ма (23 фута) са завършени. Други забележителни за стила катедрали включват Катедралата в Антверпен с кула с височина 123 м (404 фута) и необичаен купол върху панданти, който е украсен с декоративни ребра, Катедралата „Свети Архангел Михаил и Св. Гудила“ в Брюксел (1485 – 1519) и Катедралата в Лиеж. 
- Кулата на Св.Румболд в Мехелен (1452 – 1520)
- Кулата на Антверпенската катедрала (1521)
- Катедрала „Св.Михаил и Гудула“, Брюксел (1485 – 1519)

Кметствата на Белгия, много от които са построени от проспериращи търговци на текстил във Фландрия, са още по-ярки. Те са сред последните велики явления на готическия стил, докато Ренесансът постепенно идва в Северна Европа и са предназначени да покажат богатството и великолепието на техните градове. Основните примери включват кметството на Льовен (1448 – 1469) с неговото множество почти фантастични кули  и тези на Брюксел (1401 – 1455), Гент (1519 – 1539) и Монс (1458 – 1477). 
- Льовенското кметство (1448 – 1469)
- детайл от фасадата на Льовенското кметство
- Кметството в Брюксел (1401 – 1455)
- Кметството на Ауденаарде

### Други
- Катедралата „Св. Николай“ във Фрибур
- Миланската катедрала – рядък образец на пламтяща готика в Италия
- Катедралата на Севиля – по-специално „пламтящият свод“
- Църквата на св. Ана във Вилнюс

- Съборна църква „Сент Вюлфран“ в Абвил, Франция, западна фасада
- Църква „Нотър Дам“, Лувье, Нормандия, Франция, южен портал
- Параклис „Сент Еспри“, Ру, О дьо Франс, Франция
- Базилика „Св. Николай“, Сен Никола де Пор, деп. Мьорт е Мюзел, Лотарингия, Франция
- Абатство „Сент Рикьор“ в деп. Сом, Франция
- Кралският манастир с църква в Бург ан Брес, Франция
- църква „Света Ана“, Вилнюс, Литва